# این گروه خشن
این گروه خشن یا دستهٔ وحشی (به انگلیسی: The Wild Bunch) فیلمی به‌کارگردانی سم پکین‌پا ساختهٔ سال ۱۹۶۹ و در ژانر حماسی ضد وسترن است. این فیلم از نگاه انجمن فیلم آمریکا یکی از ۱۰ فیلم برتر در سبک وسترن است. در این فیلم ویلیام هولدن، ارنست بورگناین، رابرت رایان و ادموند اوبرایان نقش‌آفرینی کردند.

## داستان فیلم
تگزاس، سال ۱۹۱۴. «پایک بیشاپ» (هولدن) و دارودسته‌اش شامل «داچ» (بورگناین) و چند هفت‌تیرکش ماهر دیگر، دست به سرقتی می‌زنند که به کشتاری بی‌رحمانه می‌انجامد. سپس به مکزیک می‌روند و قطاری حامل مهمات را برای ژنرال یاغی مکزیکی، «ماپاچه» (فرناندز) غارت می‌کنند. در تمام این مدت «دیک تورنتن» (رایان) هم دست سابق «پایک» با افرادش قصد شکار آنان را دارند اما …

## نمایش فیلم در ایران
فیلم این گروه خشن برای بار نخست در تاریخ پنجشنبه ۱۸ دی ۱۳۴۸ خورشیدی (۸ ژانوبه ۱۹۷۰ میلادی) در سینما پارامونت تهران به نمایش درآمد. این فیلم جایگزین فیلم انگلیسی روباه در سینما پارامونت شد.
فیلم این گروه خشن، پس از ۹ هفته و ۳ روز (۶۷ روز) نمایش، در سینما پارامونت تهران، در تاریخ چهارشنبه ۲۴ اسفند ۱۳۴۸ به نمایش خود پایان داد و پس از ایام سوگواری محرم در تاریخ ۲۸ اسفند ۱۳۴۸ جای خود را به فیلم خداحافظ آقای چیپس داد.

تبلیغ نمایش نخست فیلم «این گروه خشن» در روزنامه اطلاعات ۱۸ دی ۱۳۴۸

## دوبله فیلم به فارسی:[۶]
فیلم این گروه خشن به مدیریت ابوالحسن تهامی در استودیو شهاب به مدیریت فنی آلبرت دومان (از مدیران استودیو شهاب) به فارسی دوبله شد: 
| گویندگان        | بازیگران                        |
| --------------- | ------------------------------- |
| ایرج ناظریان    | ویلیام هولدن                    |
| فرشید فرزان     | رابرت رایان                     |
| مازیار بازیاران | ارنست بورگناین                  |
| صادق ماهرو      | وارن اوتنس؛ لایل                |
| عزت‌الله مقبلی   | ادموند اوبرایان                 |
| خسرو خسروشاهی   | هایمه سانچز، جوان مکزیکی        |
| حسین رحمانی     | کشیش                            |
| پرویز ربیعی     | مشاور آلمانی، پیرمرد مکزیکی     |
| ابوالحسن تهامی  | امیلیو فرناندز و استروتر مارتین |
| عباس سلطانی     | بن جانسون، تکتور                |

گوینده آنونس فیلم ابوالحسن تهامی بوده است و دیگر گویندگان فیلم عبارت بودند از منصور غزنوی، حمید منوچهری، اصغر افضلی، ایرج دوستدار، ولی‌الله مؤمنی، محمدرضا زندی، رضا امیریان، سعید مظفری، ژرژ پطرسی، ناهید امیریان و ایران بزرگمهر.
به گفته ابوالحسن تهامی، «دوبلاژ فیلم حدود ۴ روز زمان برود و حدود ۸-۹هزار تومان هزینه دوبله این فیلم شد.»